# ژالتیر (استان قزاقستان شمالی)
ژالتیر (انگلیسی: Zhaltyr) یک دریاچه در استان قزاقستان شمالی کشور قزاقستان است.